# کلوی، ات-کرس
کلوی، ات-کرس (به فرانسوی: Calvi) یک کمون در فرانسه است که در کرس شمالی واقع شده‌است.

## خصوصیات
کلوی ۳۱٫۲۰ کیلومترمربع مساحت و ۵٬۴۰۹ نفر جمعیت دارد و ۸۱ متر بالاتر از سطح دریا واقع شده‌است.

## نگارخانه

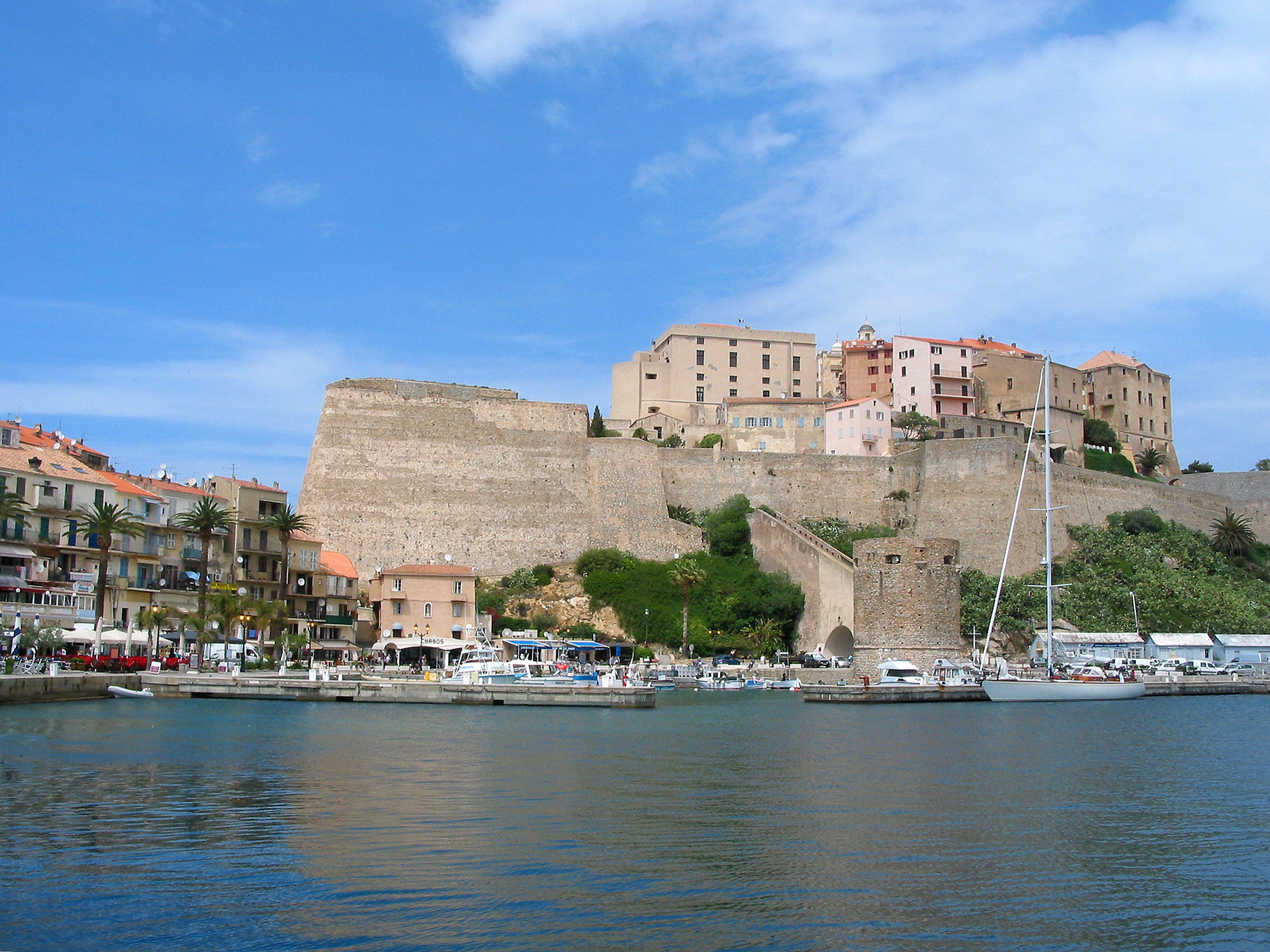
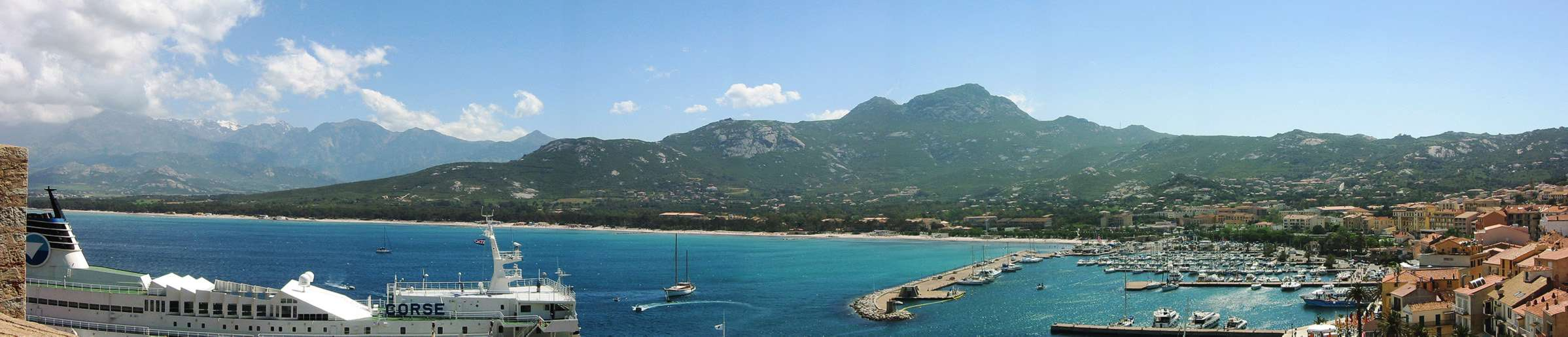
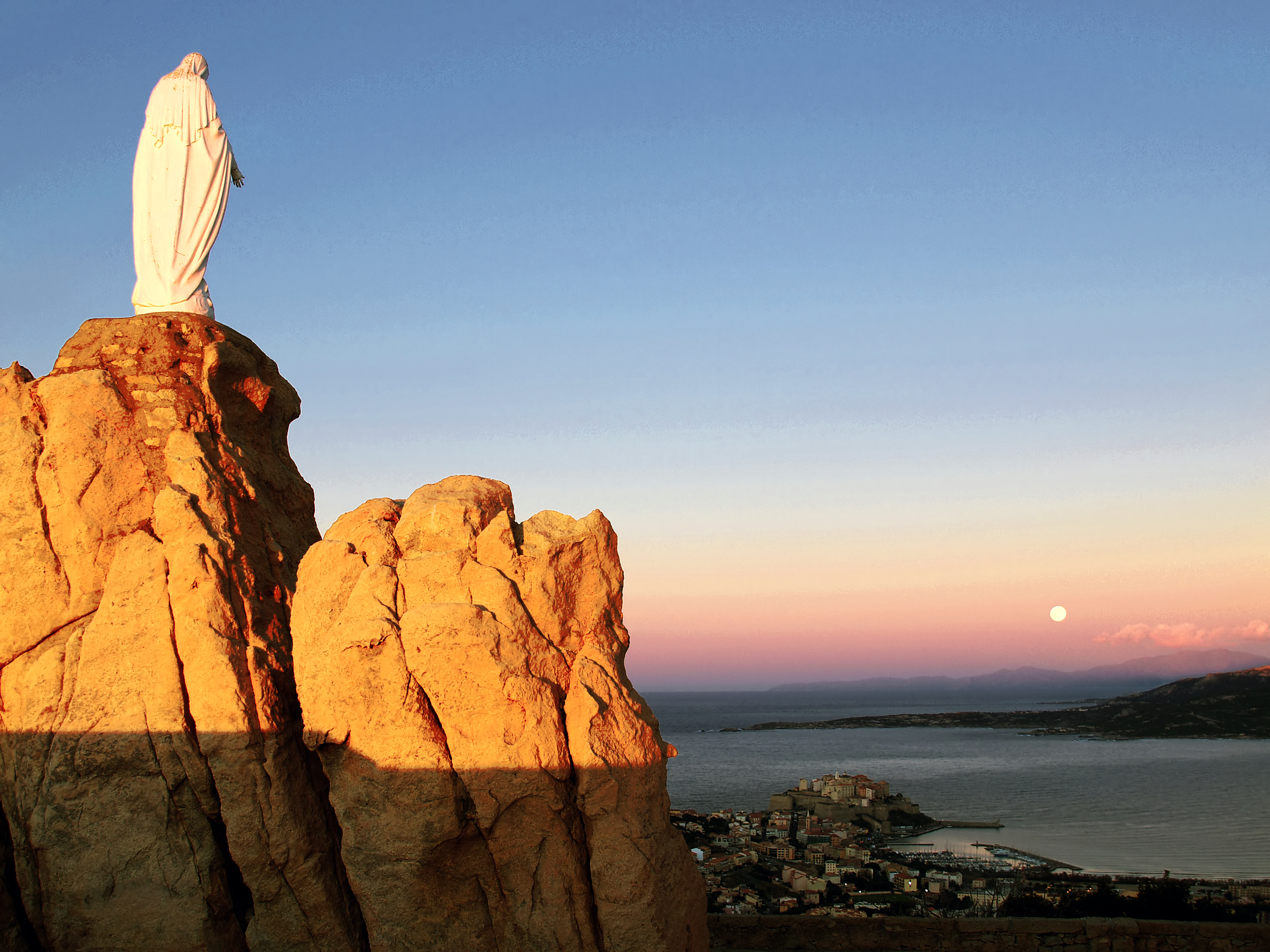
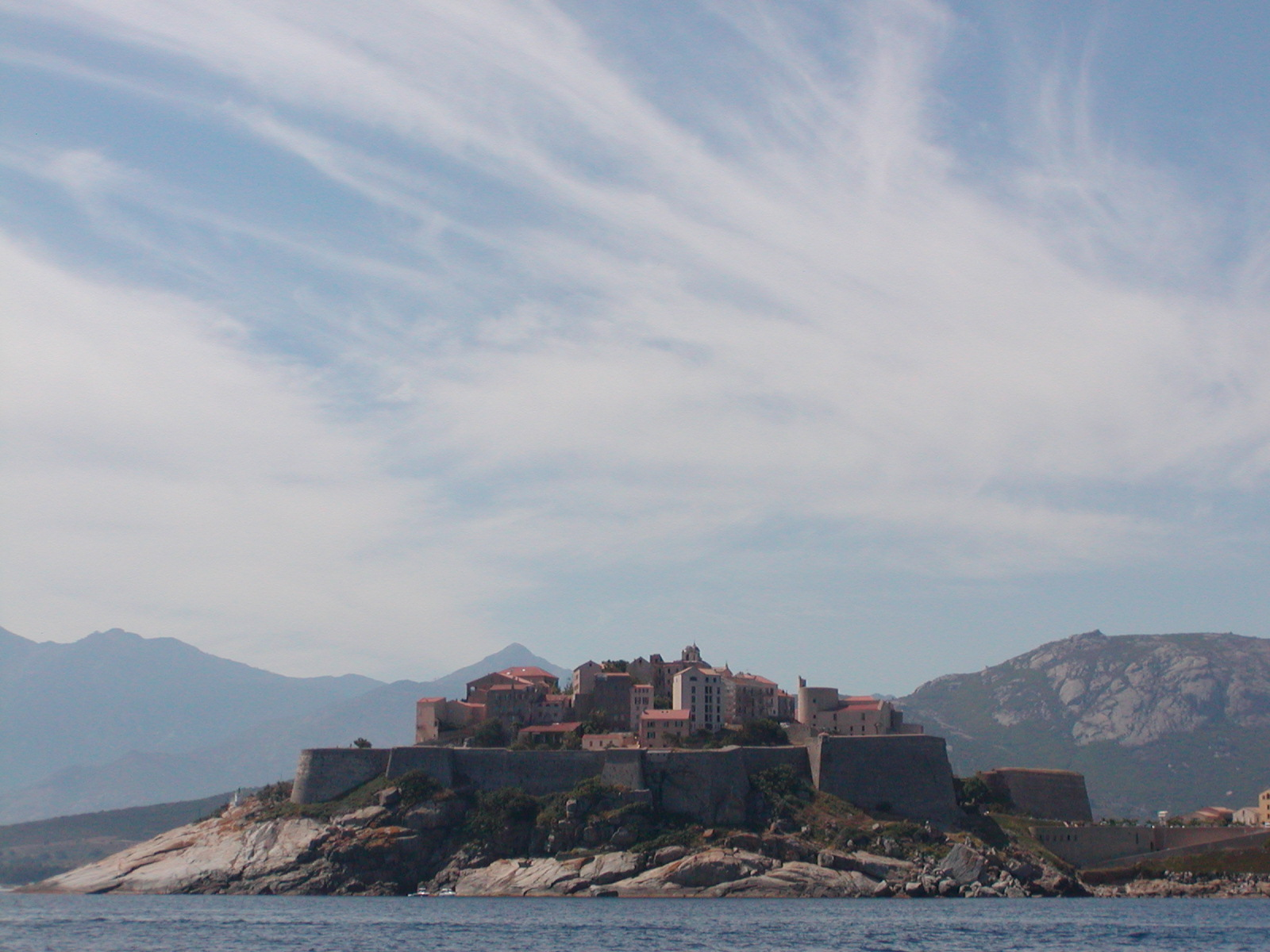